# Sophus Ruge

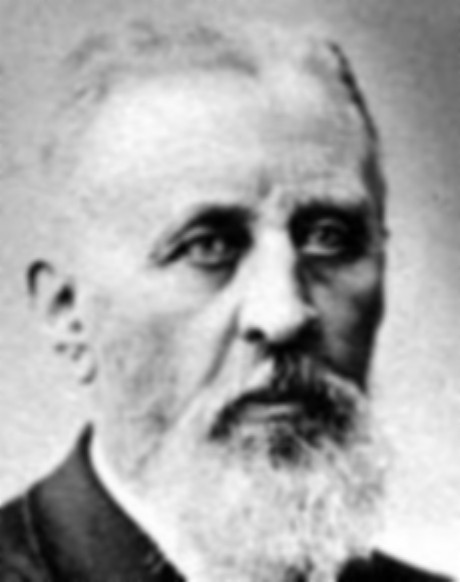
Prof. Dr. Sophus Ruge

Sophus Ruge (Dorum, 26 maart 1831 - Dresden, 23 december 1903 was een Duits geograaf en volkskundige.
Sophus studeerde aan de universiteiten van Göttingen en Halle en werkte vanaf 1872 als hoogleraar aan Technische Hogeschool van Dresden, waar hij geografie en etnografie doceerde. Ruge publiceerde uitvoerig op het gebied van de geschiedenis van de aardrijkskunde en schreef ook een aantal werken over de geschiedenis van de cartografie. Hij is ook de auteur van een - in zijn tijd als standaard geldende - aardrijkskundige verhandeling over Noorwegen.

## Enkele van zijn werken
- Geschichte des Zeitalters der Entdeckungen (Berlim 1881-83)
- Abhandlungen und Vorträge zur Geschichte der Erdkunde (Dresden 1888)
- Historia da Época dos descobrimentos, versão portugueza revista, ampliada e instruída com numerosas notas relativas á epopeia maritima portugueza por Manuel d'Oliveira Ramos, Aillaud e Bertrand, Lisboa, 1927.
- História da época dos descobrimentos,  tradução e prefácio de Manuel d'Oliveira, Aillaud e Bertrand, Lisboa, 1900.
- Columbus, Hofmann & Co., Berlim, 1902.
- Die Entwicklung der Kartographie von Amerika bis 1570, Nachdruck Hildesheim/Nieuwkoop 1962 d. Ausg., Gota, 1892.
- Kleine Geographie. Für die untere Lehrstufe in drei Jahreskursen. Erster Jahreskursus: Deutschland, G. Schönfeld´s Verlagsbuchhandlung, Dresden, 1877.
- Norwegen: Land und Leute - Monographien zur Erdkunde in Verbindung mit hervorragenden Fachgelehrten herausgegeben von A.Scobel, vol. III, Velhagen & Klasing, Bielefeld/Leipzig, 1899.
- Dresden und die Sächsische Schweiz, Velhagen & Klasing, Bielefeld und Leipzig, 1903.
- Die Entdeckungsgeschichte der Neuen Welt, 1892.
- Die erste Landesvermessung des Kurstaates Sachsen von Matthias Oeder, 1889.
- Columbus, Harper's New Monthly Magazine, Columbus, October 1892.
- Die Entdeckung der Azoren, pp. 149-180 (esp. 178-179), 27th Jahresbericht des Vereins für Erdkunde, Dresden, 1901.